# Jean-Antoine de Baïf
Jean-Antoine de Baïf (ur. 19 lutego 1532 w Wenecji, zm. 19 września 1589 w Paryżu) − francuski poeta renesansowy. Przynależał do plejady, wpływowej grupy literackiej. 
Cenione są przede wszystkim jego sonety, jest także autorem kilku zbiorów poezji miłosnych. Wyróżniało go przede wszystkim eksperymentalne stosowanie prozodii łacińskiej w wiersu francuskim. Na gruncie sonetu francuskiego utrwalił aleksandryn jako standardowe metrum − wprowadził go w 1555 do drugiego zbioru swoich sonetów (poświęconego kobiecie o imieniu Francine). Natomiast próby wprowadzenia do poezji francuskiej poezji metrycznej wzorowanej na starożytnej, choć głośne, wywarły tylko niewielki wpływ na poezję francuskiego renesansu (próby ścisłego wzorowania się na starożytności były zresztą typowe dla całej plejady). Znany jest także z próby reformy ortografii francuskiej.